# Re:ゼロから始める異世界生活 (アニメ)
『Re:ゼロから始める異世界生活』（リ・ゼロからはじめるいせかいせいかつ）は、長月達平による同名のライトノベルを原作とした日本のテレビアニメシリーズおよびOVA。

## 略歴
2015年7月に開催されたイベント「MF文庫J 夏の学園祭2015」にてテレビアニメ化が発表され、第1期は2016年4月から9月までテレビ東京ほかにて放送された。第1話は1時間枠で放送され、原作の第一章から第三章までの映像化となる。
2017年9月に開催されたイベント「MF文庫J 夏の学園祭2017」にて新作エピソードの制作が発表され、2018年10月にOVA第1弾『Re:ゼロから始める異世界生活 Memory Snow』が、2019年11月にOVA第2弾『Re:ゼロから始める異世界生活 氷結の絆』が角川ANIMATIONの配給によりそれぞれ劇場上映された。
2019年3月に第2期『Re:ゼロから始める異世界生活2nd season』の制作が発表され、AT-Xほかにて前半クールが2020年7月から9月まで放送され、後半クールが翌2021年1月から3月まで放送された。原作の第三章ラストから第四章が映像化された。
2023年3月に開催されたイベント「AnimeJapan 2023」にて第3期『Re:ゼロから始める異世界生活3rd season』の制作が発表され、「襲撃編」が2024年10月から11月、「反撃編」が2025年2月から3月までTOKYO MXほかにてそれぞれ全8話、合わせて全16話で放送された。第3期第1話は、90分拡大版として制作され、2024年8月30日より劇場にて先行上映された。
第3期放送終了後、第4期『Re:ゼロから始める異世界生活4th season』の制作が発表された。2026年より放送予定。

## 登場人物
- ナツキ・スバル - 小林裕介[20]
- エミリア - 高橋李依[20]
- パック - 内山夕実[20]
- レム - 水瀬いのり[20]
- ラム - 村川梨衣[20]
- ベアトリス - 新井里美[20]
- ロズワール・L・メイザース - 子安武人[20]
- オットー・スーウェン - 天﨑滉平[21]
- ガーフィール・ティンゼル - 岡本信彦[21]
- フレデリカ・バウマン - 名塚佳織[21]
- ペトラ・レイテ - 高野麻里佳[21]
- リューズ・ビルマ - 田中あいみ[21]
- フェルト - 赤﨑千夏[20]
- ラインハルト・ヴァン・アストレア - 中村悠一[20]
- クルシュ・カルステン - 井口裕香[20]
- フェリックス・アーガイル - 堀江由衣[20]
- ヴィルヘルム・ヴァン・アストレア - 堀内賢雄[20]
- ペテルギウス・ロマネコンティ - 松岡禎丞[20]
- アナスタシア・ホーシン - 植田佳奈[20]
- ユリウス・ユークリウス - 江口拓也[20]
- プリシラ・バーリエル - 田村ゆかり[20]
- アルデバラン - 藤原啓治[20]（第1期）→関智一（第2期、第3期）
- エキドナ - 坂本真綾[21]
- カペラ・エメラダ・ルグニカ - 悠木碧[22]
- レグルス・コルニアス - 石田彰
- シリウス・ロマネコンティ - 安済知佳
- シャウラ - ファイルーズあい[19]

## プロモーション
2015年7月19日に『MF文庫J 夏の学園祭2015』のステージにてテレビアニメ化が発表された。
2015年12月19日には放送開始時期が2016年4月であることが決定し、キービジュアルやメインスタッフ・キャストも発表された。
2016年3月20日にはTOHOシネマズ新宿で先行上映イベントが開催され、主要声優陣が登壇したほか、鈴木このみがオープニングテーマ「Redo」を初披露した。
2016年3月27日にはAnimeJapan 2016のBLUEステージにてトークイベントが開催され、主要声優陣が登壇したほか、PVがスクリーン上映された。
テレビ東京では、第1期放送開始前の2016年4月3日の日曜2時10分 - 2時35分（土曜深夜）に特番『Re:ゼロから始める異世界体験』（リ・ゼロからはじめるいせかいたいけん）が放送された。出演は小林裕介（ナツキ・スバル 役）、内山夕実（パック 役）、高橋李依（エミリア 役）、水瀬いのり（レム 役）、村川梨衣（ラム 役）。
2017年9月10日に新作OVAの制作決定が報じられた。翌年3月20日にはタイトルが『Re:ゼロから始める異世界生活 Memory Snow』であることが決定した。
2018年9月23日にTVアニメのBlu-ray&DVD第1巻の初回生産特典である小説『Re:ゼロから始める前日譚 氷結の絆』をアニメ化した新作OVA第2弾『Re:ゼロから始める異世界生活 氷結の絆』の制作決定が報じられた。
2019年3月23日にAnimeJapan 2019にてトークイベントが開催され、主要声優陣が登壇したほか、第2期の制作決定が発表された。またPVとティザービジュアルが公開された。
2020年1月から4月まではパッケージ版をベースに演出を調整し、週1時間枠に構成した「新編集版」が放送された。
第2期放送に合わせて、2020年7月6日よりYouTubeにて「『Re:ゼロから始める異世界生活』アフレコアフタートーク」が毎週土曜20時より公開されている。出演声優が各話のアフレコ終了後にその回の感想などコメントを行っていく。
2023年3月25日にAnimeJapan2023のREDステージにてトークイベントが開催され、第3期の制作決定が発表された。イベント内でティザーPVとティザービジュアルが公開された。

## スタッフ
|                                       | 第1期 | 第2期 | 第3期                                                               | 第4期                                   |
| ------------------------------------- | --- | --- | ------------------------------------------------------------------- | --------------------------------------- |
| 原作・シナリオ監修                    | 長月達平                                                                                                   | 長月達平                                                                                                   | 長月達平                                                            | 長月達平                                |
| キャラクター原案                      | 大塚真一郎                                                                                                 | 大塚真一郎                                                                                                 | 大塚真一郎                                                          | 大塚真一郎                              |
| 監督                                  | 渡邊政治                                                                                                   | 渡邊政治                                                                                                   | 篠原正寛                                                            | 篠原正寛                                |
| シリーズ構成                          | 横谷昌宏（TV）                                                                                             | 横谷昌宏（TV）                                                                                             | 横谷昌宏（TV）                                                      | 横谷昌宏（TV）                          |
| キャラクターデザイン 総作画監督       | 坂井久太                                                                                                   | 坂井久太                                                                                                   | 佐川遥                                                              | 佐川遥                                  |
| モンスターデザイン モンスター作画監督 | 小柳達也                                                                                                   | 小柳達也                                                                                                   | 千葉啓太郎                                                          | 千葉啓太郎                              |
| プロップデザイン                      | 鈴木典孝、岩畑剛一                                                                                         | 鈴木典孝、岩畑剛一                                                                                         | 鈴木典孝、岩畑剛一                                                  | 鈴木典孝、岩畑剛一                      |
| アクション監修                        | N/A | 大田和寛                                                                                                   | N/A                                                                 | N/A                                     |
| 美術設定                              | 青木薫（OVA1以降）                                                                                         | 青木薫（OVA1以降）                                                                                         | 青木薫（OVA1以降）                                                  | 青木薫（OVA1以降）                      |
| 美術設定                              | 金城沙綾                                                                                                   | N/A | 村山夏子                                                            | N/A                                     |
| 美術監督                              | 高峯義人                                                                                                   | 高峯義人                                                                                                   | 木下了香                                                            | 木下了香                                |
| 色彩設計                              | 坂本いづみ                                                                                                 | 坂本いづみ                                                                                                 | 坂本いづみ                                                          | 坂本いづみ                              |
| 撮影監督                              | 峰岸健太郎                                                                                                 | 峰岸健太郎                                                                                                 | 宮城己織                                                            | 宮城己織                                |
| 3Dディレクター                        | 軽部優 | 軽部優 | 居嶋健太郎                                                          | 居嶋健太郎                              |
| 編集                                  | 須藤瞳 | 須藤瞳 | 須藤瞳                                                              | 須藤瞳                                  |
| 音響監督                              | 明田川仁                                                                                                   | 明田川仁                                                                                                   | 明田川仁                                                            | 明田川仁                                |
| 音楽                                  | 末廣健一郎                                                                                                 | 末廣健一郎                                                                                                 | 末廣健一郎                                                          | 末廣健一郎                              |
| 音楽制作                              | KADOKAWA                                                                                                   | KADOKAWA                                                                                                   | KADOKAWA                                                            | KADOKAWA                                |
| 音楽プロデューサー                    | 若林豪 | N/A | 若林豪、茶畑満里奈                                                  | 未公表                                  |
| プロデューサー                        | 池本昌仁 飯塚彩、青木絵理子 深尾聡志（OVA1以降） 鈴木健（OVA2以降）                                        | 池本昌仁 飯塚彩、青木絵理子 深尾聡志（OVA1以降） 鈴木健（OVA2以降）                                        | 池本昌仁 飯塚彩、青木絵理子 深尾聡志（OVA1以降） 鈴木健（OVA2以降） | 未公表                                  |
| プロデューサー                        | 田中翔 | 田中翔 | 瀬戸口尚斗                                                          | 未公表                                  |
| プロデューサー                        | 大貫一雄（第1期） 紅谷佳和（OVA2まで）                                                                     | 尾形光広                                                                                                   | 瀬戸口尚斗                                                          | 未公表                                  |
| アニメーション プロデューサー         | 吉川綱樹                                                                                                   | 吉川綱樹                                                                                                   | 加藤晋一朗                                                          | 未公表                                  |
| アニメーション制作                    | WHITE FOX                                                                                                  | WHITE FOX                                                                                                  | WHITE FOX                                                           | WHITE FOX                               |
| 製作                                  | Re:ゼロから始める異世界生活 製作委員会（第26話まで） Re:ゼロから始める異世界生活2 製作委員会（第27話以降） | Re:ゼロから始める異世界生活 製作委員会（第26話まで） Re:ゼロから始める異世界生活2 製作委員会（第27話以降） | Re:ゼロから始める異世界生活3 製作委員会                             | Re:ゼロから始める異世界生活4 製作委員会 |

## 制作
KADOKAWA（旧メディアファクトリー）のプロデューサー・田中翔は、おたぽるのインタビューに以下のように答えている。
メディアファクトリーに所属していた当時、MF文庫Jからアニメ化したい作品を探していたところ、本作がアンテナに引っかかったという。「小説家になろう」で原作を読み、「このセリフを聞いたユーザーは、きっとこのお話を視聴してくれる」と確信した田中は、書籍の担当編集とは一緒に仕事をした経験があるので密に連絡を取っていたが、本作は「小説家になろう」の人気作品のひとつではあったがトップクラスには劣る作品であり、発掘型の作品という考えだった。明確な区切りがないネット小説自体を「それほどアニメ化に向いた作品ではない」とも思っていたが、「ラノベという方程式にあてはまらないものをTVアニメにしたらどうか」との立案から始まり、「どう料理したら面白いTVアニメにしたらどうなるのかな」と始動に至った。
脚本に際しては毎話ごとに次週に向けての引きを作ることに注意したが、第1話の1時間枠は物語の構成上、どうしてもあそこまで見せないと魅力を伝えられないので頑張り、第3話までは苦労した。原作で人気のあるレムより、アニメではスバルの行動理念からもエミリアの方をヒロインとして推していきたいという。
アニメファンの反応については、スバルに対して「死に戻り」がもたらす厳しい展開より、むしろ本作と同じWHITE FOXが制作を担当していた『STEINS;GATE』や、前クールに放送されていたA-1 Picturesの『僕だけがいない街』が知られていることから、「またタイムリープものか！」と言われることを心配していた。スバルの痛々しい言動についても、あまりウザくなりすぎないよう、使う言葉や演出、間を意識しているという。ロズワールの屋敷内だけで物語が進行する第4話は、何も考えていないと全部同じシーンに見える危険性があるため、退屈させないように構成や演出を工夫した。それに先んじ、第2話は平坦な内容だったことから「ここで飽きられてしまうのでは」と不安もあったが、そこも謎解きの一環として楽しんでもらえたことは嬉しい驚きだったという。
第1期第1クールのオープニングアニメーションの逆再生については、監督の渡邊政治が本作のテーマとして最初と最後がつながるような絵コンテを切ってくれたため、「見応えのある良いオープニングになってくれた」と手応えを感じた。ただ、オープニングテーマ「Redo」も逆再生で音楽としてちゃんと聴けることについては、まったく考えていなかったという。
監督の渡邊政治を抜擢した理由として、田中翔は、ドラマもアクションもしっかり描ける人と見込んで依頼した。また、キャラクターデザインの坂井久太は可愛い女の子が描ける人として、さらに、シリーズ構成の横谷昌宏は、コメディとシリアスの両立、タイムリープものの構成、1話ごとの盛り上がり、中二病的要素をすべて満たす人としてそれぞれ依頼したという。
戦闘や「死に戻り」の際などに避けて通れないスプラッタ描写については、テレビ放送の時点でほぼ隠さず、血液も赤く描かれている。
第1・2期ともに次回予告はテレビでの放送はされず、YouTubeを介して公式サイトでの配信のみとなっている（なお、予告中の会話は基本的に本編と関係無い内容となっている）。第13話と第24話の次回予告のナレーションテキストはみかみてれんが、第16話は藍藤遊が、第21話は鹿角フェフが、第23話は理不尽な孫の手が、第18話と第25話は暁なつめが、第19話と第20話と第22話は原作者である長月達平が担当した。
第1期新編集版は一部、セリフの新規収録が行われている。

## 主題歌
- 第1期の使用話数は新編集版のもの。
- 凡例
  - ⚫︎=エンドロールで使用、▲＝挿入歌で使用

| 作品               | 使用話数                                              | 曲名                       | 作詞                     | 作曲                      | 編曲                      | 歌                       |
| オープニングテーマ | オープニングテーマ                                    | オープニングテーマ         | オープニングテーマ       | オープニングテーマ        | オープニングテーマ        | オープニングテーマ       |
| ------------------ | ----------------------------------------------------- | -------------------------- | ------------------------ | ------------------------- | ------------------------- | ------------------------ |
| 第1期              | 2 - 12話の偶数話                                      | Redo                       | ミズノゲンキ             | 宮崎誠                    | 宮崎誠                    | 鈴木このみ               |
| 第1期              | 14 - 24話の偶数話                                     | Paradisus-Paradoxum        | MYTH & ROID              | MYTH & ROID               | MYTH & ROID               | MYTH & ROID              |
| 第2期              | 27話⚫︎・30話・33話・41話▲                             | Realize                    | 篠崎あやとと橘亮佑       | 篠崎あやとと橘亮佑        | 篠崎あやとと橘亮佑        | 鈴木このみ               |
| 第2期              | 44話・46話・50話⚫︎                                    | Long shot                  | R・O・N                  | R・O・N                   | R・O・N                   | 前島麻由                 |
| 第3期              | 51話⚫︎・52話・53話・55話・57話・59 - 61話・63話・65話 | Reweave                    | 烏屋茶房                 | Tom-H@ck                  | Tom-H@ck                  | 鈴木このみ               |
| エンディングテーマ |                                                       |                            |                          |                           |                           |                          |
| 第1期              | 1 - 11話の奇数話、25話                                | STYX HELIX                 | MYTH & ROID              | MYTH & ROID               | MYTH & ROID               | MYTH & ROID              |
| 第1期              | 13話、17 - 23話の奇数話、25話▲                        | Stay Alive                 | Heart's Cry              | Heart's Cry               | Heart's Cry               | エミリア（高橋李依）     |
| 第1期              | 15話                                                  | 沈黙のレクィェム           | -                        | 末廣健一郎                | 末廣健一郎                | -                        |
| 第2期              | 28話・29話・31話・32話 34 - 36話・38話・39話・41話    | Memento                    | hotaru                   | Tom-H@ck                  | Tom-H@ck                  | nonoc                    |
| 第2期              | 42 - 47話、49話                                       | Believe in you             | 川田まみ                 | 中沢伴行                  | 中沢伴行                  | nonoc                    |
| 第3期              | 52話・54 - 56話・59 - 64話                            | NOX LUX                    | MYTH & ROID              | MYTH & ROID               | MYTH & ROID               | MYTH & ROID              |
| 第3期              | 57話                                                  | I Trust You                | ヒゲドライバー           | ヒゲドライバー            | ヒゲドライバーとPowerless | エミリア（高橋李依）     |
| 第3期              | 66話                                                  | プリステラの君よ           | ヒゲドライバー           | baker                     | baker                     | リリアナ（山根綺）       |
| 挿入歌             |                                                       |                            |                          |                           |                           |                          |
| 第1期              | 7話⚫︎・39話                                           | STRAIGHT BET               | MYTH & ROID              | MYTH & ROID               | MYTH & ROID               | MYTH & ROID              |
| 第1期              | 8話                                                   | ぼうやの夢よ               | hotaru                   | 大石昌良                  | 大石昌良                  | エミリア（高橋李依）     |
| 第1期              | 14話⚫︎                                                | theater D                  | MYTH & ROID              | MYTH & ROID               | MYTH & ROID               | MYTH & ROID              |
| 第1期              | 18話⚫︎                                                | Wishing                    | ヒゲドライバー           | ヒゲドライバー            | 篠崎あやと                | レム（水瀬いのり）       |
| 第2期              | 40話⚫︎                                                | Door                       | ヒゲドライバー           | ヒゲドライバー            | ヒゲドライバー            | エミリア（高橋李依）     |
| 第2期              | 48話⚫︎                                                | あなたの知らないこと       | 鳥原祐伊知               | 宮崎誠                    | 宮崎誠                    | ラム（村川梨衣）         |
| 第3期              | 51話                                                  | 金もない、未来もない       | 長月達平                 | やしきん                  | やしきん                  | リリアナ（山根綺）       |
| 第3期              | 51話                                                  | デゥワワ、恋の年の差       | 長月達平                 | やしきん                  | やしきん                  | リリアナ（山根綺）       |
| 第3期              | 51話                                                  | 剣鬼恋歌 第二幕            | hotaru                   | やしきん                  | やしきん                  | リリアナ（山根綺）       |
| 第3期              | 51話                                                  | プリシラの踊りの曲         | -                        | やしきん                  | やしきん                  | -                        |
| 第3期              | 56話                                                  | 神龍ボルカニカの歌         | 長月達平                 | やしきん                  | やしきん                  | リリアナ（山根綺）       |
| 第3期              | 56話                                                  | 水面に揺れるプリステラ     | YASUHIRO（康寛）         | YASUHIRO（康寛）          | YASUHIRO（康寛）          | リリアナ（山根綺）       |
| 第3期              | 58話                                                  | あなたの全部にゴリゴリ夢中 | hotaru                   | やしきん                  | やしきん                  | リリアナ（山根綺）       |
| 第3期              | 61話                                                  | リリアナ母の歌             | hotaru                   | やしきん                  | やしきん                  | リリアナの母（水樹奈々） |
| 第3期              | 61話、66話                                            | 朝焼けを追い越す空         | 長月達平とヒゲドライバー | ヒゲドライバー            | Powerless                 | リリアナ（山根綺）       |
| OVA主題歌          |                                                       |                            |                          |                           |                           |                          |
| Memory Snow        | イメージソング                                        | Relive                     | ミズノゲンキ             | 中沢伴行                  | 中沢伴行                  | nonoc                    |
| Memory Snow        | 挿入歌                                                | Memories                   | ヒゲドライバー           | ヒゲドライバー            | baker                     | 安月名莉子               |
| Memory Snow        | エンディングテーマ                                    | White White Snow           | ヒゲドライバー           | ヒゲドライバー            | Powerless                 | nonoc                    |
| 氷結の絆           | 主題歌                                                | 雪の果てに君の名を         | 烏屋茶房                 | ヒゲドライバーとPowerless | Powerless                 | nonoc                    |

## 反響・評価
ライター・のざわよしのりは「本作は死に戻りというタイムリープ設定や、魔女教徒、コメディにもシリアスにも振れる魅力的な登場人物など、ファンを惹きつける原作由来の要素が多くあるが、声と動きが付くアニメになったことにより、原作を知らなかった多くの人に作品が波及した。特に水瀬いのりが声を演じるレムのひたむきな純粋さは、アニメファンの注目の的となり人気を博した」と評している。
第1期第18話「ゼロから」の放送前には、都内主要都市の駅に「最低で、最高で、絶望で、希望で、そして……心灼く25分45秒」と書かれた大型広告が掲示され話題となった。ライター・のざわよしのりはこの広告に対し「本作に賭けるアニメ制作スタッフの意気込みが確かに現れていた」と述べている。
ライターの小林白菜は「2nd seasonは第1期と比較しても、主人公であるナツキ・スバルの『勝利条件』がいっそう複雑化している。」と述べたうえで、「絡み合った複数の『勝利条件』が、ストーリーが進展するにつれ、やがてひと筋の『解法』によって解きほぐされていく気持ちよさは、本作の大きな魅力の1つ」だと評している。
本作は中国のオタク界隈で盛り上がりを見せており、アキバ総研によれば「現地でもお約束的なネタとなっている異世界トリップ系の作品でありながら、お約束通りに『単純に異世界で強くなって大活躍する』わけではないという点も現在の中国における人気や話題繋がっている。」とのこと。また、中国のオタク文化に精通した百元籠羊は「新型コロナウイルスの影響により中国で4月の期待作とされていた本作の2期と『やはり俺の青春ラブコメはまちがっている。』3期が放送延期となった際には、何を中心に見ればいいのか迷う人が増えたそうだ。」と述べている。
キャラペディアが実施した「もっとも期待している2016年春アニメ作品 TOP20!」では、男女総合で第10位、男性で第5位、「次週以降も観続けたい2016年春アニメ作品 TOP20!」では、男女総合で第2位、男性で第1位、女性で第8位をそれぞれ記録している。
アニメイトTVが実施した「みんなが観たい！2016春TVアニメランキング」では、男女総合で第17位、男性で第4位をそれぞれ記録している。dアニメストアが実施した「2016年一番○○なアニメは？アワード2016」では「もう一度、最初から見たいアニメ部門」「一番感動したアニメ部門」の2部門で1位、「1番好きなアニメ部門」で2位を獲得した。
「SUGOI JAPAN Award 2017」のアニメ部門にて1位を獲得している。AnimaniA Award 2017にてBester Online-Anime（オンラインアニメ賞）を受賞した。「第1回クランチロール・アニメアワード」にて2部門でノミネートされ、レムがBest Girl（最優秀女性キャラ）を受賞した。第5回Crunchyrollアニメアワードにて4部門でノミネートされ、本作がBest Fantasy（最優秀ファンタジー作品賞）、小林裕介がBest VA Performance (Japanese)（最優秀声優賞日本語部門）を受賞した。「読者が選ぶアニメキャラ大賞2019」では「かわいかったで賞」でレムが7位を獲得している。
「ニュータイプアニメアワード」での結果は以下の通り。
| 賞                                  | 部門                     | 対象                                                                          | 結果 | 出典   |
| ----------------------------------- | ------------------------ | ----------------------------------------------------------------------------- | ---- | ------ |
| ニュータイプアニメアワード2015-2016 | キャラクターデザイン賞   | 大塚真一郎（キャラクター原案） 坂井久太（アニメーションキャラクターデザイン） | 3位  | [ 67 ] |
| ニュータイプアニメアワード2015-2016 | サウンド賞               | Re:ゼロから始める異世界生活                                                   | 4位  | [ 67 ] |
| ニュータイプアニメアワード2015-2016 | 主題歌賞                 | Paradisus-Paradoxum                                                           | 4位  | [ 67 ] |
| ニュータイプアニメアワード2015-2016 | 脚本賞                   | 横谷昌宏                                                                      | 2位  | [ 67 ] |
| ニュータイプアニメアワード2015-2016 | 監督賞                   | 渡邊政治                                                                      | 1位  | [ 67 ] |
| ニュータイプアニメアワード2015-2016 | 男性キャラクター賞       | ナツキ・スバル                                                                | 1位  | [ 67 ] |
| ニュータイプアニメアワード2015-2016 | 女性キャラクター賞       | レム                                                                          | 1位  | [ 67 ] |
| ニュータイプアニメアワード2015-2016 | マスコットキャラクター賞 | パック                                                                        | 1位  | [ 67 ] |
| ニュータイプアニメアワード2015-2016 | 作品賞（テレビ放送）     | Re:ゼロから始める異世界生活                                                   | 2位  | [ 67 ] |
| ニュータイプアニメアワード2018-2019 | 作品賞（劇場作品）       | Re:ゼロから始める異世界生活 Memory Snow                                       | 6位  | [ 68 ] |

アメリカのアニメ評価サイト「Anime Trending」が主催した「Anime Trending Awards」での結果は以下の通り。
| 賞                          | 部門                                       | 対象                                  | 結果 | 出典   |
| --------------------------- | ------------------------------------------ | ------------------------------------- | ---- | ------ |
| 第3回 Anime Trending Awards | ANIME OF THE YEAR                          | Re:ゼロから始める異世界生活           | 2位  | [ 69 ] |
| 第3回 Anime Trending Awards | GIRL OF THE YEAR                           | レム                                  | 1位  | [ 69 ] |
| 第3回 Anime Trending Awards | SUPPORTING GIRL OF THE YEAR                | レム                                  | 1位  | [ 69 ] |
| 第3回 Anime Trending Awards | BEST IN ADAPTATION                         | Re:ゼロから始める異世界生活           | 1位  | [ 69 ] |
| 第3回 Anime Trending Awards | DRAMA ANIME OF THE YEAR                    | Re:ゼロから始める異世界生活           | 3位  | [ 69 ] |
| 第3回 Anime Trending Awards | FANTASY OR MAGICAL ANIME OF THE YEAR       | Re:ゼロから始める異世界生活           | 1位  | [ 69 ] |
| 第3回 Anime Trending Awards | SUPERNATURAL ANIME OF THE YEAR             | Re:ゼロから始める異世界生活           | 2位  | [ 69 ] |
| 第3回 Anime Trending Awards | BEST VOICE ACTING PERFORMANCE BY A MALE    | 小林裕介（ナツキ・スバル役）          | 1位  | [ 69 ] |
| 第3回 Anime Trending Awards | BEST VOICE ACTING PERFORMANCE BY A FEMALE  | 水瀬いのり（レム役）                  | 1位  | [ 69 ] |
| 第7回 Anime Trending Awards | MAN OF THE YEAR                            | ナツキ・スバル                        | 2位  | [ 70 ] |
| 第7回 Anime Trending Awards | SUPPORTING BOY OF THE YEAR                 | オットー・スーウェン                  | 1位  | [ 70 ] |
| 第7回 Anime Trending Awards | SUPPORTING GIRL OF THE YEAR                | エキドナ                              | 1位  | [ 70 ] |
| 第7回 Anime Trending Awards | ENDING THEME SONG OF THE YEAR              | 「Memento」                           | 2位  | [ 70 ] |
| 第7回 Anime Trending Awards | BEST IN ADAPTED SCREENPLAY                 | Re:ゼロから始める異世界生活2nd season | 3位  | [ 70 ] |
| 第7回 Anime Trending Awards | BEST IN SOUNDTRACK                         | Re:ゼロから始める異世界生活2nd season | 1位  | [ 70 ] |
| 第7回 Anime Trending Awards | BEST IN VOICE CAST                         | Re:ゼロから始める異世界生活2nd season | 3位  | [ 70 ] |
| 第7回 Anime Trending Awards | DRAMA ANIME OF THE YEAR                    | Re:ゼロから始める異世界生活2nd season | 3位  | [ 70 ] |
| 第7回 Anime Trending Awards | FANTASY ANIME OF THE YEAR                  | Re:ゼロから始める異世界生活2nd season | 3位  | [ 70 ] |
| 第7回 Anime Trending Awards | MYSTERY OR PSYCHOLOGICAL ANIME OF THE YEAR | Re:ゼロから始める異世界生活2nd season | 3位  | [ 70 ] |
| 第7回 Anime Trending Awards | BEST VOICE ACTING PERFORMANCE BY A FEMALE  | 坂本真綾（エキドナ役）                | 1位  | [ 70 ] |

## 各話リスト

### 第1期
| 話数   | サブタイトル                     | 脚本     | 絵コンテ                   | 演出            | 作画監督                                                                           | 初放送日      |
| ------ | -------------------------------- | -------- | -------------------------- | --------------- | ---------------------------------------------------------------------------------- | ------------- |
| 第1話  | 始まりの終わりと終わりの始まり   | 横谷昌宏 | 渡邊政治                   | 渡邊政治        | 坂井久太 小柳達也                                                                  | 2016年 4月4日 |
| 第2話  | 再会の魔女                       | 横谷昌宏 | 川村賢一                   | 篠原正寛        | 山田まり子 今田茜                                                                  | 4月11日       |
| 第3話  | ゼロから始まる異世界生活         | 横谷昌宏 | 渡邊政治                   | 古賀一臣        | 世良コータ 森川侑紀                                                                | 4月18日       |
| 第4話  | ロズワール邸の団欒               | 横谷昌宏 | 迫井政行                   | 徳本善信        | 野田康行                                                                           | 4月25日       |
| 第5話  | 約束した朝は遠く                 | 横谷昌宏 | 岡本学                     | 高島大輔        | 北原大地 明珍宇作                                                                  | 5月2日        |
| 第6話  | 鎖の音                           | 中村能子 | 中重俊祐                   | 山本秀世        | 野田康行                                                                           | 5月9日        |
| 第7話  | ナツキ・スバルのリスタート       | 中村能子 | 渡邊政治 許平康            | 美甘義人        | 楡木哲郎 山岡峻 豆塚あす香                                                         | 5月16日       |
| 第8話  | 泣いて泣き喚いて泣き止んだから   | 横谷昌宏 | 岡本学                     | 岡本学          | 田中一真 世良コータ                                                                | 5月23日       |
| 第9話  | 勇気の意味                       | 中村能子 | 上坪亮樹                   | 土屋浩幸        | 森川侑紀 阿部島瑠珠 水竹修治 渡邉八恵子                                            | 5月30日       |
| 第10話 | 鬼がかったやり方                 | 横谷昌宏 | 細田直人                   | 徳本善信        | 野田康行 中西和也                                                                  | 6月6日        |
| 第11話 | レム                             | 横谷昌宏 | 山岸大悟                   | 山岸大悟        | 池上太郎 小柳達也                                                                  | 6月13日       |
| 第12話 | 再来の王都                       | 横谷昌宏 | おざわかずひろ             | 高島大輔        | 野田康行                                                                           | 6月20日       |
| 第13話 | 自称騎士ナツキ・スバル           | 横谷昌宏 | 長山延好                   | 古賀一臣        | 中田正彦 渡邉八恵子 浅利歩惟 池上太郎                                              | 6月27日       |
| 第14話 | 絶望という病                     | 梅原英司 | 守泰佑                     | 守泰佑          | 世良コータ 永吉隆志 梶浦紳一郎 阿部島瑠珠                                          | 7月4日        |
| 第15話 | 狂気の外側                       | 梅原英司 | 細田直人                   | 土屋浩幸        | 中村和久 木宮亮介 又賀大介 岩田景子                                                | 7月11日       |
| 第16話 | 豚の欲望                         | 中村能子 | 中重俊祐                   | 徳本善信        | 明珍宇作 齋藤佳子                                                                  | 7月18日       |
| 第17話 | 醜態の果てに                     | 中村能子 | 尾崎隆晴                   | 美甘義人        | 池上太郎 永吉隆志 池田有 世良コータ 阿部島瑠珠                                     | 7月25日       |
| 第18話 | ゼロから                         | 中村能子 | 長山延好                   | 古賀一臣        | 渡邉八恵子 豆塚あす香 浅利歩惟                                                     | 8月1日        |
| 第19話 | 白鯨攻略戦                       | 梅原英司 | 中重俊祐                   | 高島大輔        | 北原大地 野田康行                                                                  | 8月8日        |
| 第20話 | ヴィルヘルム・ヴァン・アストレア | 梅原英司 | 渡邊政治                   | 土屋浩幸        | 中村和久 又賀大介 岩田景子 山岡峻                                                  | 8月15日       |
| 第21話 | 絶望に抗う賭け                   | 梅原英司 | 渡邊政治 高橋謙仁 相澤伽月 | 徳本善信        | 明珍宇作 中西和也 齊藤佳子 北原大地 野田康行                                       | 8月22日       |
| 第22話 | 怠惰一閃                         | 橫谷昌宏 | 長山延好                   | 高橋謙仁 守泰佑 | 池上太郎 永吉隆志 中村和久 岩田景子 坂井久太                                       | 8月29日       |
| 第23話 | 悪辣なる怠惰                     | 橫谷昌宏 | おざわかずひろ             | 徳本善信        | 野田康行 明珍宇作 北原大地 齊藤佳子                                                | 9月5日        |
| 第24話 | 自称騎士と最優の騎士             | 中村能子 | 宮尾佳和                   | 美甘義人        | 池上太郎 豆塚あす香 渡邉八恵子 永吉隆志                                            | 9月12日       |
| 第25話 | ただそれだけの物語               | 橫谷昌宏 | 渡邊政治                   | 渡邊政治        | 坂井久太 世良コータ 田中一真 小柳達也 中村和久 岩田景子 池上太郎 山岡峻 豆塚あす香 | 9月19日       |

### 第2期
| 話数   | サブタイトル                 | 脚本     | 絵コンテ       | 演出                    | 作画監督                                                   | 初放送日      |
| ------ | ---------------------------- | -------- | -------------- | ----------------------- | ---------------------------------------------------------- | ------------- |
| 第26話 | それぞれの誓い               | 横谷昌宏 | 渡邊政治       | 渡邊政治 武市直子       | 坂井久太 大田和寛 兵渡勝                                   | 2020年 7月8日 |
| 第27話 | 次なる場所                   | 中村能子 | 小島正幸       | 土屋浩幸                | 岡垣優 平村直紀                                            | 7月15日       |
| 第28話 | 待ちかねた再会               | 梅原英司 | 川村賢一       | 川村賢一                | 木宮亮介 稲吉智重 藤部生馬 大髙雄太 渡邉八恵子 大田和寛    | 7月22日       |
| 第29話 | 親子                         | 中村能子 | 渡邊政治       | 美甘義人                | 中田正彦 岡垣優 臼田美夫                                   | 7月29日       |
| 第30話 | 踏み出した一歩               | 横谷昌宏 | 黒川智之       | 赤井倍人                | 岩田景子 平村直紀                                          | 8月5日        |
| 第31話 | 少女の福音                   | 梅原英司 | おざわかずひろ | おざわかずひろ          | 藤部生馬 兵渡勝 寺尾憲治 臼田美夫 碇谷敦 大田和寛          | 8月12日       |
| 第32話 | ユージン                     | 中村能子 | 島津裕行       | 土屋浩幸                | 永吉隆志 兵渡勝 大髙雄太 永井里奈                          | 8月19日       |
| 第33話 | 命の価値                     | 梅原英司 | 川村賢一       | 赤井倍人                | 木宮亮介 渡邉八恵子 大髙雄太 大田和寛                      | 8月26日       |
| 第34話 | らぶらぶらぶらぶらぶらぶゆー | 梅原英司 | 迫井政行       | 土屋浩幸                | 中田正彦                                                   | 9月2日        |
| 第35話 | 地獄なら知っている           | 横谷昌宏 | 島津裕行       | 美甘義人                | 山本無以 平村直紀 藤部生馬 大髙雄太 寺尾憲治               | 9月9日        |
| 第36話 | 死の味                       | 中村能子 | おざわかずひろ | おざわかずひろ 赤井倍人 | 岩田景子 兵渡勝 藤岡三徳 岡垣優 大田和寛                   | 9月16日       |
| 第37話 | 魔女たちの茶会               | 横谷昌宏 | 渡邊政治       | 土屋浩幸                | 永吉隆志 寺尾憲治 大髙雄太 千葉啓太郎 藤部生馬 大田和寛    | 9月23日       |
| 第38話 | 泣きたくなる音               | 梅原英司 | 西森章         | 古賀一臣                | 中田正彦 木宮亮介 永吉隆志 兵渡勝 岡垣優 藤岡三徳 平村直紀 | 9月30日       |

| 話数   | サブタイトル                       | 脚本     | 絵コンテ       | 演出           | 作画監督                                                                           | 初放送日      |
| ------ | ---------------------------------- | -------- | -------------- | -------------- | ---------------------------------------------------------------------------------- | ------------- |
| 第39話 | STRAIGHT BET                       | 中村能子 | 川村賢一       | 土屋浩幸       | 木宮亮介 渡邉八恵子 藤岡三徳 藤部生馬 寺尾憲治                                     | 2021年 1月6日 |
| 第40話 | オットー・スーウェン               | 中村能子 | おざわかずひろ | おざわかずひろ | 大髙雄太 兵渡勝                                                                    | 1月13日       |
| 第40話 | 信じる理由                         | 中村能子 | おざわかずひろ | おざわかずひろ | 大髙雄太 兵渡勝                                                                    | 1月13日       |
| 第41話 | クウェインの石は一人じゃ上がらない | 梅原英司 | 古賀一臣       | 古賀一臣       | 永吉隆志 藤岡三徳 岡垣優                                                           | 1月20日       |
| 第42話 | 記憶の旅路                         | 横谷昌宏 | 島津裕行       | 佐久間貴史     | 兵渡勝 大髙雄太 中田正彦 平村直紀 都築遥 奥田泰弘                                  | 1月27日       |
| 第43話 | 平家星の笑った日                   | 横谷昌宏 | 川村賢一       | 美甘義人       | 岡垣優 大髙雄太 渡邉八恵子 中田正彦                                                | 2月3日        |
| 第44話 | エリオール大森林の永久凍土         | 横谷昌宏 | 岩畑剛一       | 土屋浩幸       | 寺尾憲治 千葉啓太郎 二林翔太 冨田佳亨 鈴木健史 橋本真希                            | 2月10日       |
| 第45話 | 聖域の始まりと、崩壊の始まり       | 横谷昌宏 | 岩畑剛一       | 古賀一臣       | 木宮亮介 渡邉八恵子 池津寿恵 福地和浩                                              | 2月17日       |
| 第46話 | 咆哮の再会                         | 中村能子 | 島津裕行       | 佐久間貴史     | 永吉隆志 兵渡勝 渡邉八恵子 木宮亮介 藤岡三徳 蓮沼一樹 中村進也 渡辺真紗子          | 2月24日       |
| 第47話 | 水面に映る幸せ                     | 梅原英司 | 西田正義       | 土屋浩幸       | 大髙雄太 兵渡勝 中田正彦 藤岡三徳 坂井久太                                         | 3月3日        |
| 第48話 | 血と臓物まで愛して                 | 梅原英司 | 川村賢一       | 古賀一臣       | 大田和寛 永吉隆志 大髙雄太 岡垣優 藤岡三徳 小柳達也 坂井久太                       | 3月10日       |
| 第49話 | 俺を選べ                           | 中村能子 | おざわかずひろ | おざわかずひろ | 木宮亮介 渡邉八恵子 兵渡勝 徳田夢之介 福地和浩 池津寿恵                            | 3月17日       |
| 第50話 | 月下、出鱈目なステップ             | 横谷昌宏 | 渡邊政治       | 渡邊政治       | 永吉隆志 寺尾憲治 大髙雄太 岡垣優 いしいいよ子 二林翔太 大田和寛 寺尾洋之 坂井久太 | 3月24日       |

### 第3期
| 話数   | サブタイトル                 | 脚本     | 絵コンテ                   | 演出                       | 作画監督                                                                           | 総作画監督 | 初放送日       |
| ------ | ---------------------------- | -------- | -------------------------- | -------------------------- | ---------------------------------------------------------------------------------- | ---------- | -------------- |
| 第51話 | 劇場型悪意                   | 横谷昌宏 | 篠原正寛 岩畑剛一 鈴木理沙 | 篠原正寛 土屋浩幸 鈴木理沙 | 三島千枝 横山隆 新村香奈 鈴木理沙 持丸彰親 宋善永                                  | 佐川遥     | 2024年 10月2日 |
| 第52話 | 氷炎の結末                   | 中村能子 | 頂真司                     | 秋風一乃助                 | 宋善永 新村香奈 五月麻帆 三浦瞳                                                    | 三島千枝   | 10月9日        |
| 第53話 | ゴージャス・タイガー         | 横谷昌宏 | 永吉隆志                   | 永吉隆志                   | 永吉隆志                                                                           | 佐川遥     | 10月16日       |
| 第54話 | 都市庁舎奪還作戦             | 梅原英司 | 藤井康晶                   | 土屋浩幸                   | 宋善永 森川侑紀                                                                    | 三島千枝   | 10月23日       |
| 第55話 | 濁流                         | 梅原英司 | 西澤晋                     | 大槻一恵                   | 北村晋哉 寺尾憲治 永吉隆志 三浦瞳 千葉啓太郎                                       | 佐川遥     | 10月30日       |
| 第56話 | 騎士の条件                   | 横谷昌宏 | 博多正寿                   | 篠原正寛                   | 佐川遥 三浦瞳 西川莉央 持丸彰親 佐田雄 杉浦圭一 李文婧 閻志燚 崔芝蘭 譚亞雄 寧貞嘉 | 三島千枝   | 11月6日        |
| 第57話 | 最も新しい英雄と最も古い英雄 | 中村能子 | 篠原正寛                   | 後藤真人                   | 永吉隆志                                                                           | 佐川遥     | 11月13日       |
| 第58話 | いつか好きになる人           | 中村能子 | 青柳隆平                   | 原英和                     | 五月麻帆 三浦瞳 三島千枝                                                           | 三島千枝   | 11月20日       |

| 話数   | サブタイトル                 | 脚本     | 絵コンテ        | 演出       | 作画監督 | 総作画監督      | 初放送日      |
| ------ | ---------------------------- | -------- | --------------- | ---------- | --- | --------------- | ------------- |
| 第59話 | 混戦都市                     | 横谷昌宏 | 藤井康晶        | 秋風一乃助 | 五月麻帆 三浦瞳 王國年 中村岳志 安藤勘作 | 佐川遥          | 2025年 2月5日 |
| 第60話 | 強欲攻略戦                   | 梅原英司 | 藤井康晶        | 藤井康晶   | 佐川遥 岩田景子 後藤真人 稲吉智重 佐々木舞 杉浦圭一 和泉百香 崔芝蘭 李文婧 王昱凱 寧貞嘉                                                               | 佐川遥          | 2月12日       |
| 第61話 | リリアナ・マスカレード       | 横谷昌宏 | 岩畑剛一        | 土屋浩幸   | 永吉隆志 西川莉央 五月麻帆 三浦瞳 持丸彰親 杉浦圭一 李文婧 崔芝蘭 寧貞嘉 王昱凱                                                                        | 三島千枝        | 2月19日       |
| 第62話 | レグルス・コルニアス         | 中村能子 | 頂真司          | 大槻一恵   | 佐川遥 大髙雄大 三浦瞳 佐々木舞 平松伸行 佐田雄 岩田景子 小谷ひとみ 持丸彰親                                                                           | 佐川遥          | 2月26日       |
| 第63話 | 戦士の称賛                   | 梅原英司 | 西澤晋 篠原正寛 | 篠原正寛   | 中田正彦 稲吉智重 佐々木舞 佐川遥 杉浦圭一 大髙雄大 持丸彰親 李文婧 崔芝蘭 王昱凱 孫威軍                                                               | 三島千枝        | 3月5日        |
| 第64話 | テレシア・ヴァン・アストレア | 梅原英司 | おざわかずひろ  | 正木陽南子 | 王國年 佐川遥 杉浦圭一 菅原美由紀 永吉隆志 二宮奈那子 ハンミンギ 平松伸行 三浦瞳 持丸彰親 中川美乃里 後藤真人                                          | 佐川遥          | 3月12日       |
| 第65話 | 醜悪なる晩餐会               | 中村能子 | 頂真司          | 秋風一乃助 | 岩田景子 齊藤貴巳一 中田正彦 大髙雄大 佐々木舞 杉浦圭一 五月麻帆 持丸彰親 ハシモトダイスケ 三島千枝 佐川遥 孫威軍 李文婧 崔芝蘭 寧貞嘉 王昱凱          | 三島千枝 佐川遥 | 3月19日       |
| 第66話 | プリステラ攻防戦リザルト     | 横谷昌宏 | 青柳隆平        | 関谷真実子 | 佐川遥 稲吉智重 杉浦圭一 中田正彦 外崎小鉄 大髙雄大 中熊太一 池津寿恵 北村晋哉 後藤真人 永吉隆志 小井聖令奈 齊藤貴巳一 平松伸行 岩田景子 三浦瞳 李欣然 | 佐川遥          | 3月26日       |

### OVA
|       | タイトル                                | 脚本     | チーフ ディレクター | 絵コンテ          | 演出              | 作画監督                                            |
| ----- | --------------------------------------- | -------- | ------------------- | ----------------- | ----------------- | --------------------------------------------------- |
| 第1弾 | Re:ゼロから始める異世界生活 Memory Snow | 横谷昌宏 | 小柳達也            | 小柳達也          | 美甘義人 古賀一臣 | 坂井久太 小柳達也                                   |
| 第2弾 | Re:ゼロから始める異世界生活 氷結の絆    | 横谷昌宏 | 川村賢一            | 川村賢一 久保雄介 | 川村賢一 久保雄介 | 大田和寛 中田正彦 渡邉八恵子 大田和寛（アクション） |

## 放送局
| 放送期間                          | 放送時間                     | 放送局     | 対象地域   | 備考                                 |
| --------------------------------- | ---------------------------- | ---------- | ---------- | ------------------------------------ |
| 2016年4月4日 - 9月19日            | 月曜 1:05 - 1:35（日曜深夜） | テレビ東京 | 関東広域圏 | 製作参加                             |
| 2016年4月6日 - 9月21日            | 水曜 1:35 - 2:05（火曜深夜） | テレビ大阪 | 大阪府     |                                      |
| 2016年4月8日 - 9月23日            | 金曜 2:05 - 2:35（木曜深夜） | テレビ愛知 | 愛知県     |                                      |
|                                   | 金曜 22:00 - 22:30           | AT-X       | 日本全域   | 製作参加 / CS放送 / リピート放送あり |
| 初回は1時間スペシャルとして放送。 |                              |            |            |                                      |

| 配信開始日    | 配信時間           | 配信サイト |
| ------------- | ------------------ | --- |
| 2016年4月9日  | 土曜 22:30 - 23:00 | ニコニコ生放送 |
|               | 土曜 23:00 更新    | ニコニコチャンネル |
| 2016年4月16日 | 土曜 更新          | dアニメストア GYAO! GYAO!ストア 楽天ショウタイム DMM.com バンダイチャンネル U-NEXT ひかりTV J:COMオンデマンド ビデオパス アニメ放題 ビデオマーケット HAPPY!動画 ムービーフルPlus |
| 2016年4月20日 | 水曜 更新          | PlayStation Store |

| 放送期間               | 放送時間                     | 放送局       | 対象地域 | 備考                                 |
| ---------------------- | ---------------------------- | ------------ | -------- | ------------------------------------ |
| 2020年1月1日 - 4月1日  | 水曜 22:30 - 23:30           | AT-X         | 日本全域 | 製作参加 / CS放送 / リピート放送あり |
|                        | 水曜 23:30 - 木曜 0:30       | TOKYO MX     | 東京都   |                                      |
| 2020年1月2日 - 4月2日  | 木曜 1:00 - 2:00（水曜深夜） | BS11         | 日本全域 | BS放送 / 『ANIME+』枠                |
| 2020年1月3日 - 4月3日  | 金曜 1:30 - 2:30（木曜深夜） | サンテレビ   | 兵庫県   |                                      |
|                        | 金曜 2:00 - 3:00（木曜深夜） | テレビ北海道 | 北海道   |                                      |
| 2020年1月4日 - 4月4日  | 土曜 1:00 - 2:00（金曜深夜） | KBS京都      | 京都府   |                                      |
| 2020年1月6日 - 4月4日  | 土曜 2:58 - 3:58（金曜深夜） | TVQ九州放送  | 福岡県   |                                      |
| 2020年1月10日 - 4月3日 | 金曜 1:56 - 2:56（木曜深夜） | 東日本放送   | 宮城県   | 初回のみ2話連続放送。                |
|                        | 金曜 2:05 - 3:05（木曜深夜） | テレビ愛知   | 愛知県   | 初回のみ2話連続放送。                |

| 配信開始日   | 配信時間                | 配信サイト | 備考         |
| ------------ | ----------------------- | --- | ------------ |
| 2020年1月1日 | 水曜 23:00 更新         | Abema TV dアニメストア | 先行配信     |
| 2020年1月6日 | 月曜 23:00 以降順次更新 | ニコニコチャンネル GYAO! Amazon Prime Video バンダイチャンネル Hulu U-NEXT アニメ放題 J:COMオンデマンド ビデオパス Netflix ひかりTV FOD | 見放題配信   |
|              |                         | Rakuten TV DMM.com ビデオマーケット ムービーフルPlus クランクイン!ビデオ                                                                | 都度課金配信 |

| 放送期間                | 放送時間                     | 放送局       | 対象地域 | 備考                                 |
| ----------------------- | ---------------------------- | ------------ | -------- | ------------------------------------ |
| 2020年7月8日 - 9月30日  | 水曜 22:30 - 23:00           | AT-X         | 日本全域 | 製作参加 / CS放送 / リピート放送あり |
|                         | 水曜 23:30 - 木曜 0:00       | TOKYO MX     | 東京都   |                                      |
| 2020年7月9日 - 10月1日  | 木曜 1:00 - 1:30（水曜深夜） | BS11         | 日本全域 | BS放送 / 『ANIME+』枠                |
| 2020年7月10日 - 10月2日 | 金曜 1:00 - 1:30（木曜深夜） | サンテレビ   | 兵庫県   |                                      |
|                         | 金曜 1:31 - 2:01（木曜深夜） | 東日本放送   | 宮城県   |                                      |
|                         | 金曜 2:00 - 2:30（木曜深夜） | テレビ北海道 | 北海道   |                                      |
|                         | 金曜 2:05 - 2:35（木曜深夜） | テレビ愛知   | 愛知県   |                                      |
| 2020年7月11日 - 10月3日 | 土曜 1:00 - 1:30（金曜深夜） | KBS京都      | 京都府   |                                      |
|                         | 土曜 2:58 - 3:28（金曜深夜） | TVQ九州放送  | 福岡県   |                                      |

| 配信開始日    | 配信時間                | 配信サイト | 備考         |
| ------------- | ----------------------- | --- | ------------ |
| 2020年7月8日  | 水曜 23:00 更新         | ABEMA dアニメストア | 先行配信     |
| 2020年7月13日 | 月曜 23:00 以降順次更新 | ニコニコチャンネル GYAO! ひかりTV FOD バンダイチャンネル Hulu J:COMオンデマンド TELASA U-NEXT アニメ放題 Amazon Prime Video Netflix | 見放題配信   |
|               |                         | Rakuten TV DMM.com ビデオマーケット HAPPY!動画 ムービーフルPlus クランクイン!ビデオ PlayStation Video                               | 都度課金配信 |

| 放送期間               | 放送時間                     | 放送局       | 対象地域 | 備考                                 |
| ---------------------- | ---------------------------- | ------------ | -------- | ------------------------------------ |
| 2021年1月6日 - 3月24日 | 水曜 22:30 - 23:00           | AT-X         | 日本全域 | 製作参加 / CS放送 / リピート放送あり |
|                        | 水曜 23:30 - 木曜 0:00       | TOKYO MX     | 東京都   |                                      |
| 2021年1月7日 - 3月25日 | 木曜 1:00 - 1:30（水曜深夜） | BS11         | 日本全域 | BS放送 / 『ANIME+』枠                |
| 2021年1月8日 - 3月26日 | 金曜 1:00 - 1:30（木曜深夜） | サンテレビ   | 兵庫県   |                                      |
|                        | 金曜 1:30 - 2:00（木曜深夜） | テレビ愛知   | 愛知県   |                                      |
|                        | 金曜 1:31 - 2:01（木曜深夜） | 東日本放送   | 宮城県   |                                      |
|                        | 金曜 2:00 - 2:30（木曜深夜） | テレビ北海道 | 北海道   |                                      |
| 2021年1月9日 - 3月27日 | 土曜 1:00 - 1:30（金曜深夜） | KBS京都      | 京都府   |                                      |
|                        | 土曜 2:58 - 3:28（金曜深夜） | TVQ九州放送  | 福岡県   |                                      |

| 配信開始日    | 配信時間         | 配信サイト | 備考         |
| ------------- | ---------------- | --- | ------------ |
| 2021年1月6日  | 水曜 23:00 更新  | ABEMA dアニメストア | 先行配信     |
| 2021年1月11日 | 月曜以降順次更新 | ニコニコ生放送 ニコニコチャンネル GYAO! ひかりTV FOD バンダイチャンネル Hulu J:COMオンデマンド TELASA U-NEXT アニメ放題 Amazon Prime Video Netflix | 見放題配信   |
|               |                  | Rakuten TV DMM.com ビデオマーケット HAPPY!動画 ムービーフルPlus クランクイン!ビデオ PlayStation Video                                              | 都度課金配信 |

| 放送期間                                | 放送時間                                                 | 放送局             | 対象地域       | 備考                                            |
| --------------------------------------- | -------------------------------------------------------- | ------------------ | -------------- | ----------------------------------------------- |
| 2024年10月2日 - 11月20日                | 水曜 22:30 - 23:00                                       | AT-X               | 日本全域       | 製作参加 / CS放送 / 字幕放送 / リピート放送あり |
|                                         | 水曜 23:30 - 木曜 0:00                                   | TOKYO MX           | 東京都         |                                                 |
| 2024年10月3日 - 11月21日                | 木曜 0:30 - 1:00（水曜深夜）                             | KBS京都            | 京都府         |                                                 |
|                                         | 木曜 0:59 - 1:29（水曜深夜）                             | 福井放送           | 福井県         |                                                 |
|                                         | 木曜 1:00 - 1:30（水曜深夜）                             | サンテレビ         | 兵庫県         |                                                 |
|                                         |                                                          | BS11               | 日本全域       | BS放送 / 『ANIME+』枠                           |
|                                         |                                                          | 群馬テレビ         | 群馬県         |                                                 |
|                                         | 木曜 1:20 - 1:50（水曜深夜）                             | 熊本朝日放送       | 熊本県         |                                                 |
|                                         |                                                          | 鹿児島放送         | 鹿児島県       |                                                 |
|                                         | 木曜 1:25 - 1:55（水曜深夜）                             | さんいん中央テレビ | 島根県・鳥取県 |                                                 |
|                                         | 木曜 1:26 - 1:56（水曜深夜）                             | 長崎放送           | 長崎県         |                                                 |
|                                         | 木曜 1:30 - 2:00（水曜深夜）                             | とちぎテレビ       | 栃木県         |                                                 |
|                                         | 木曜 1:40 - 2:10（水曜深夜）                             | 東北放送           | 宮城県         |                                                 |
|                                         | 木曜 1:45 - 2:15（水曜深夜）                             | 静岡放送           | 静岡県         | 『スーパーアニメ6区』枠                         |
|                                         | 木曜 2:05 - 2:35（水曜深夜）                             | テレビ愛知         | 愛知県         |                                                 |
|                                         | 木曜 2:15 - 2:45（水曜深夜）                             | テレビ北海道       | 北海道         |                                                 |
| 2024年10月4日 2024年10月10日 - 11月21日 | 金曜 1:55 - 3:35（木曜深夜）木曜 1:55 - 2:25（水曜深夜） | 長野朝日放送       | 長野県         |                                                 |
| 2024年10月5日2024年10月10日 - 11月21日  | 土曜 2:08 - 3:43（金曜深夜）木曜 1:35 - 2:05（水曜深夜） | NST新潟総合テレビ  | 新潟県         |                                                 |
|                                         | 土曜 1:53 - 3:25（金曜深夜）木曜 2:58 - 3:28（水曜深夜） | IBC岩手放送        | 岩手県         |                                                 |
| 2024年10月7日2024年10月10日 - 11月21日  | 月曜 1:50 - 3:25（日曜深夜）木曜 2:00 - 2:30（水曜深夜） | TVQ九州放送        | 福岡県         |                                                 |
| 2024年10月10日 - 11月21日               | 木曜 1:55 - 2:25（水曜深夜）                             | 中国放送           | 広島県         | 第52話、第53話は連続放送。                      |
| 初回は90分スペシャルとして放送。        |                                                          |                    |                |                                                 |

| 配信開始日    | 配信時間                | 配信サイト | 備考         |
| ------------- | ----------------------- | --- | ------------ |
| 2024年10月2日 | 水曜 23:00 更新         | ABEMA dアニメストア | 先行配信     |
| 2024年10月5日 | 土曜 23:00 以降順次更新 | ニコニコチャンネル Lemino U-NEXT アニメ放題 バンダイチャンネル Hulu Netflix ディズニープラス Amazon Prime Video FOD DMM TV J:COM STREAM milplus 見放題パックプライム | 見放題配信   |
|               |                         | music.jp ビデオマーケット カンテレドーガ クランクイン!ビデオ ムービーフルPlus Rakuten TV HAPPY!動画                                                                  | 都度課金配信 |

| 放送期間               | 放送時間                     | 放送局             | 対象地域       | 備考                                            |
| ---------------------- | ---------------------------- | ------------------ | -------------- | ----------------------------------------------- |
| 2025年2月5日 - 3月26日 | 水曜 22:30 - 23:00           | AT-X               | 日本全域       | 製作参加 / CS放送 / 字幕放送 / リピート放送あり |
|                        | 水曜 23:30 - 木曜 0:00       | TOKYO MX           | 東京都         |                                                 |
| 2025年2月6日 - 3月27日 | 木曜 0:30 - 1:00（水曜深夜） | KBS京都            | 京都府         |                                                 |
|                        | 木曜 0:59 - 1:29（水曜深夜） | 福井放送           | 福井県         |                                                 |
|                        | 木曜 1:00 - 1:30（水曜深夜） | サンテレビ         | 兵庫県         |                                                 |
|                        |                              | 群馬テレビ         | 群馬県         |                                                 |
|                        |                              | BS11               | 日本全域       | BS放送 / 『ANIME+』枠                           |
|                        | 木曜 1:20 - 1:50（水曜深夜） | 熊本朝日放送       | 熊本県         |                                                 |
|                        |                              | 鹿児島放送         | 鹿児島県       |                                                 |
|                        | 木曜 1:25 - 1:55（水曜深夜） | さんいん中央テレビ | 鳥取県・島根県 |                                                 |
|                        | 木曜 1:26 - 1:56（水曜深夜） | 長崎放送           | 長崎県         |                                                 |
|                        | 木曜 1:30 - 2:00（水曜深夜） | とちぎテレビ       | 栃木県         |                                                 |
|                        | 木曜 1:35 - 2:05（水曜深夜） | NST新潟総合テレビ  | 新潟県         |                                                 |
|                        | 木曜 1:40 - 2:10（水曜深夜） | 東北放送           | 宮城県         |                                                 |
|                        | 木曜 1:45 - 2:15（水曜深夜） | 静岡放送           | 静岡県         | 『スーパーアニメ6区』枠                         |
|                        | 木曜 1:55 - 2:25（水曜深夜） | 長野朝日放送       | 長野県         |                                                 |
|                        |                              | 中国放送           | 広島県         |                                                 |
|                        | 木曜 2:00 - 2:30（水曜深夜） | TVQ九州放送        | 福岡県         |                                                 |
|                        | 木曜 2:05 - 2:35（水曜深夜） | テレビ愛知         | 愛知県         |                                                 |
|                        | 木曜 2:15 - 2:45（水曜深夜） | テレビ北海道       | 北海道         |                                                 |
|                        | 木曜 2:58 - 3:28（水曜深夜） | 岩手放送           | 岩手県         |                                                 |

| 配信開始日   | 配信時間        | 配信サイト          | 備考     |
| ------------ | --------------- | ------------------- | -------- |
| 2025年2月5日 | 水曜 23:00 更新 | ABEMA dアニメストア | 先行配信 |

## 関連商品

### BD / DVD
| 巻       | 発売日         | 収録話          | 規格品番   | 規格品番   |
| 巻       | 発売日         | 収録話          | BD         | DVD        |
| -------- | -------------- | --------------- | ---------- | ---------- |
| 1        | 2016年6月24日  | 第1話 - 第2話   | ZMXZ-10651 | ZMBZ-10661 |
| 2        | 2016年7月27日  | 第3話 - 第5話   | ZMXZ-10652 | ZMBZ-10662 |
| 3        | 2016年8月24日  | 第6話 - 第8話   | ZMXZ-10653 | ZMBZ-10663 |
| 4        | 2016年9月28日  | 第9話 - 第11話  | ZMXZ-10654 | ZMBZ-10664 |
| 5        | 2016年10月26日 | 第12話 - 第14話 | ZMXZ-10655 | ZMBZ-10665 |
| 6        | 2016年11月25日 | 第15話 - 第17話 | ZMXZ-10656 | ZMBZ-10666 |
| 7        | 2016年12月21日 | 第18話 - 第20話 | ZMXZ-10657 | ZMBZ-10667 |
| 8        | 2017年1月25日  | 第21話 - 第23話 | ZMXZ-10658 | ZMBZ-10668 |
| 9        | 2017年2月24日  | 第24話 - 第25話 | ZMXZ-10659 | ZMBZ-10669 |
| 新編集版 | 2020年5月27日  | 新編集版全25話  | ZMAZ-13991 | N/A        |

| 巻  | 発売日         | 収録話          | 規格品番   | 規格品番   |
| 巻  | 発売日         | 収録話          | BD         | DVD        |
| --- | -------------- | --------------- | ---------- | ---------- |
| 1   | 2020年10月28日 | 第26話 - 第29話 | ZMXZ-14261 | ZMBZ-14271 |
| 2   | 2020年11月25日 | 第30話 - 第32話 | ZMXZ-14262 | ZMBZ-14272 |
| 3   | 2020年12月23日 | 第33話 - 第35話 | ZMXZ-14263 | ZMBZ-14273 |
| 4   | 2021年1月27日  | 第36話 - 第38話 | ZMXZ-14264 | ZMBZ-14274 |
| 5   | 2021年4月28日  | 第39話 - 第41話 | ZMXZ-14265 | ZMBZ-14275 |
| 6   | 2021年5月26日  | 第42話 - 第44話 | ZMXZ-14266 | ZMBZ-14276 |
| 7   | 2021年6月30日  | 第45話 - 第47話 | ZMXZ-14267 | ZMBZ-14277 |
| 8   | 2021年7月28日  | 第48話 - 第50話 | ZMXZ-14268 | ZMBZ-14278 |
| BOX | 2024年10月25日 | 第26話 - 第50話 | ZMAZ-17791 | N/A        |

| 発売日       | タイトル                                | 規格品番   | 規格品番   | 規格品番   |
| 発売日       | タイトル                                | BD限定版   | BD通常版   | DVD        |
| ------------ | --------------------------------------- | ---------- | ---------- | ---------- |
| 2019年6月7日 | Re:ゼロから始める異世界生活 Memory Snow | ZMXZ-12941 | ZMXZ-12942 | ZMBZ-12943 |
| 2020年4月1日 | Re:ゼロから始める異世界生活 氷結の絆    | ZMXZ-13841 | ZMXZ-13842 | ZMBZ-13843 |

| 巻 | 発売日        | 収録話          | 規格品番   | 規格品番   |
| 巻 | 発売日        | 収録話          | BD         | DVD        |
| -- | ------------- | --------------- | ---------- | ---------- |
| 1  | 2025年1月24日 | 第51話          | ZMXZ-17971 | ZMBZ-17981 |
| 2  | 2025年2月26日 | 第52話 - 第55話 | ZMXZ-17972 | ZMBZ-17982 |
| 3  | 2025年3月26日 | 第56話 - 第58話 | ZMXZ-17973 | ZMBZ-17983 |
| 4  | 2025年5月28日 | 第59話 - 第62話 | ZMXZ-17974 | ZMBZ-17984 |
| 5  | 2025年6月25日 | 第63話 - 第66話 | ZMXZ-17975 | ZMBZ-17985 |

### CD / DL
| タイトル                                                                   | 発売日         | 規格品番   |
| -------------------------------------------------------------------------- | -------------- | ---------- |
| TVアニメ「Re:ゼロから始める異世界生活」サウンドトラックCD                  | 2016年10月26日 | ZMCZ-10885 |
| OVA「Re:ゼロから始める異世界生活 Memory Snow」Memory Album                 | 2018年10月24日 | ZMCZ-12642 |
| OVA「Re:ゼロから始める異世界生活 氷結の絆」オリジナルサウンドトラック      | 2019年11月8日  | ZMCZ-13561 |
| TVアニメ「Re:ゼロから始める異世界生活」2nd season サウンドトラックCD       | 2020年10月28日 | ZMCZ-14291 |
| TVアニメ「Re:ゼロから始める異世界生活」キャラクターソングアルバム          | 2021年3月24日  | ZMCZ-14721 |
| TVアニメ「Re:ゼロから始める異世界生活」2nd season サウンドトラックCD Vol.2 | 2021年4月28日  | ZMCZ-14292 |

| タイトル                                                           | 発売日         |
| ------------------------------------------------------------------ | -------------- |
| TVアニメ「Re:ゼロから始める異世界生活」キャラクターソングアルバム2 | 2024年11月14日 |
| TVアニメ「Re:ゼロから始める異世界生活」Remakeアルバム              | 2025年3月13日  |

### 書籍
- 『Re:ゼロから始める異世界生活 ヴィジュアルコメンタリー』 KADOKAWA、2016年12月31日初版第一刷発行（同日発売[81]）、ISBN 978-4-04-068787-2
- 『Re:ゼロから始める異世界生活 Animation Illust Works -Re:START-』 KADOKAWA、2019年4月1日発売[82]、ISBN 978-4-04-065664-9

## 短編アニメ
『Re:ゼロから始める休憩時間』（リ・ゼロからはじめるブレイクタイム）および『Re:ぷち Re:プチから始める異世界生活』（りぷち）は、AT-Xで本編終了後に放送された短編アニメ。監督・脚本・演出は芦名みのる、ぷちキャラクターデザインはたけはらみのる、アニメーション制作はスタジオぷYUKAI。
『Re:ゼロから始める休憩時間』は本編で尺や展開の都合から触れることのできなかった事柄や設定を補足する内容が多い。『Re:ぷち』は本編とは関係がないスピンオフアニメとなる。
『Memory Snow』では冒頭、劇場マナーCMが挿入。2019年には本作のコラボぷちアニメ『異世界かるてっと』が放送。
アニメ第2期放送に合わせて、2020年7月10日からは『Re:ゼロから始める休憩時間 2nd season』がYouTubeにて、毎週金曜20時に各話2週間限定で公開されている。#14以降はAT-Xでも、第2期後半クールの各話終了後に放送されている。
アニメ第3期放送に合わせて、2024年10月2日からは『Re:ゼロから始める休憩時間 3rd season』がYouTubeにて。
| 話数       | サブタイトル             | 出演キャラ                                                     | 本編放送話   |
| 1st season | 1st season               | 1st season                                                     | 1st season   |
| ---------- | ------------------------ | -------------------------------------------------------------- | ------------ |
| 1          | WORLD 1-1                | スバル、エミリア、パック                                       | 第1期 第1話  |
| 2          | WORLD 1-4 SIDE A         | スバル、フェルト                                               | 第2話        |
| 3          | WORLD 1-4 EPILOGUE       | エミリア、パック                                               | 第3話        |
| 4          | WORLD 2-1                | スバル、ラム、レム                                             | 第4話        |
| 5          | WORLD 2-2                | スバル、ロズワール                                             | 第5話        |
| 6          | WORLD 2-3                | スバル、エミリア、パック                                       | 第6話        |
| 7          | WORLD 2-4                | スバル、ベアトリス                                             | 第7話        |
| 8          | WORLD 2-5 SIDE A         | スバル、エミリア、ラム、レム                                   | 第8話        |
| 9          | WORLD 2-5 SIDE B         | スバル、ラム、レム                                             | 第9話        |
| 10         | WORLD 2-5-3 SIDE C       | スバル、ラム                                                   | 第10話       |
| 11         | WORLD 2-5 EPILOGUE       | スバル、エミリア                                               | 第11話       |
| 2nd season |                          |                                                                |              |
| 1          | オットー日記             | オットー、スバル                                               | 第2期 第26話 |
| 2          | オットー日記             | オットー、ペトラ、スバル、エミリア、フレデリカ                 | 第27話       |
| 3          | オットー日記             | オットー、ガーフィール                                         | 第28話       |
| 4          | ペトラのメイド奮闘記     | ペトラ、スバル、ベアトリス、オットー、レム                     | 第29話       |
| 5          | オットー日記             | オットー、スバル、エミリア                                     | 第30話       |
| 6          | オットー日記             | オットー、スバル、ラム                                         | 第31話       |
| 7          | オットー日記             | オットー、ガーフィール                                         | 第32話       |
| 8          | メイドさんデイズ         | フレデリカ、ペトラ                                             | 第33話       |
| 9          | 鉄の牙報告書             | リカード、アナスタシア、ミミ、ティビー、オットー               | 第34話       |
| 10         | メイドさんデイズ         | フレデリカ、ペトラ                                             | 第35話       |
| 11         | 裏稼業姉妹暗躍日報       | エルザ、メィリィ                                               | 第36話       |
| 12         | メイドさんデイズ         | フレデリカ、ペトラ、ラム、レム                                 | 第37話       |
| 13         | オットー日記             | オットー、スバル                                               | 第38話       |
| 14         | [ 注 7 ]                 | オットー、スバル、エミリア、ラム、ロズワール                   | 第39話       |
| 15         | 鉄の牙報告書             | アナスタシア、ユリウス、ミミ、リカード                         | 第40話       |
| 16         | オットー日記             | オットー、スバル、ラム、ガーフィール                           | 第41話       |
| 17         | 魔女のお茶菓子           | エキドナ、エミリア                                             | 第42話       |
| 18         | 福音を待つ日々           | ベアトリス、ジュース、エキドナ                                 | 第43話       |
| 19         | オットー日記             | オットー、スバル、ガーフィール                                 | 第44話       |
| 20         | 裏稼業姉妹暗躍日報       | エルザ、メィリィ、ロズワール                                   | 第45話       |
| 21         | オットー日記             | オットー、ラム                                                 | 第46話       |
| 22         | 奇跡へのキセキ           | パック、ラム、スバル                                           | 第47話       |
| 23         | 魔女のお茶会             | エキドナ、テュフォン、ミネルヴァ、ダフネ、カーミラ、セクメト   | 第48話       |
| 24         | [ 注 8 ]                 | エルザ、メィリィ、ガーフィール                                 | 第49話       |
| 25         | オットー日記             | オットー、ガーフィール、フレデリカ、ペトラ、スバル             | 第50話       |
| 3rd season |                          |                                                                |              |
| 1          | 眠れる鬼の夜話           | スバル、レム、エミリア、ベアトリス、ペトラ、ミミ               | 第3期 第51話 |
| 2          | エミリア陣営奮闘記       | ペトラ、フレデリカ、ラム                                       | 第52話       |
| 3          | アイとジョーネツのガブリ | ミミ、ガーフィール、ラム                                       | 第53話       |
| 4          | ドキドキ王選懇親会       | スバル、エミリア、ベアトリス、クルシュ、フェリス               | 第54話       |
| 5          | 大瀑布フォロワーズ       | スバル、アル、ベアトリス                                       | 第55話       |
| 6          | 大瀑布フォロワーズ       | スバル、アル、エミリア、ベアトリス、プリシラ                   | 第56話       |
| 7          | ドキドキ王選懇親会       | スバル、ユリウス、フェリス                                     | 第57話       |
| 8          | ドキドキ王選懇親会       | エミリア、クルシュ、アナスタシア、スバル、ベアトリス           | 第58話       |
| 9          | エミリア陣営奮闘記       | オットー、ダーツ、ラム                                         | 第59話       |
| 10         | 劇場前悪意               | シリウス、ライ、ロイ、レグルス、カペラ                         | 第60話       |
| 11         | 緋色浪漫譚               | プリシラ、リリアナ                                             | 第61話       |
| 12         | エミリア陣営奮闘記       | ペトラ、ディアス、ラム                                         | 第62話       |
| 13         | エミリア陣営奮闘記       | オットー、エミリア、ラム、ベトラ、フレデリカ                   | 第63話       |
| 14         | エミリア陣営奮闘記       | オットー、ラム                                                 | 第64話       |
| 15         | エミリア陣営奮闘記       | ベトラ、ディアス、ロズワール、フレデリカ、トリオン、グウェイン | 第65話       |
| 16         | エミリア陣営奮闘記       | ベトラ、ロズワール、ディアス、フレデリカ                       | 第66話       |

| 話数   | サブタイトル                 | 出演キャラ                                       | 本編放送話 |
| ------ | ---------------------------- | ------------------------------------------------ | ---------- |
| ぷち1  | 再来の学校                   | スバル、エミリア                                 | 第12話     |
| ぷち2  | 自称先生、ベアトリス         | スバル、ベアトリス、フェルト                     | 第13話     |
| ぷち3  | ご主人様と、そのメイドたち   | スバル、ラム、レム                               | 第14話     |
| ぷち4  | そのメニューは――             | スバル、パック、ベアトリス、アナスタシア         | 第15話     |
| ぷち5  | 天然                         | スバル、エミリア、フェルト                       | 第16話     |
| ぷち6  | 豚でない欲望                 | スバル、フェルト、プリシラ                       | 第17話     |
| ぷち7  | ゼロから                     | スバル、ラム、レム、エミリア、パック             | 第18話     |
| ぷち8  | 決戦当日                     | スバル、クルシュ、プリシラ                       | 第19話     |
| ぷち9  | スイカ攻略戦                 | スバル、レム、クルシュ、アナスタシア             | 第20話     |
| ぷち10 | 煩悩に抗うだけ               | スバル、エミリア、ラム                           | 第21話     |
| ぷち11 | アレとアレと（以下略）の精算 | スバル、アナスタシア、プリシラ                   | 第22話     |
| ぷち12 | ――買え                       | スバル、エミリア、パック                         | 第23話     |
| ぷち13 | 獅子王のみた本               | スバル、ベアトリス、クルシュ                     | 第24話     |
| ぷち14 | ただそれだけの宣伝           | スバル、エミリア、パック、ラム、レム、ベアトリス | 第25話     |

## クロスオーバーアニメ
『異世界かるてっと』は、KADOKAWA刊行の本作を含む4作品（『オーバーロード』、『この素晴らしい世界に祝福を!』、『幼女戦記』、『Re:ゼロから始める異世界生活』）の登場人物が一同に会し、プチキャラ化して登場するクロスオーバーアニメ。2019年4月から6月まで第1期、2020年1月から4月まで第2期が放送された。

## Webラジオ
『Re:ゼロから始める異世界ラジオ生活』は、アニメ作品の魅力や情報を生配信で伝えるインターネットラジオ番組（タイムシフト視聴対応）。パーソナリティはエミリア役の高橋李依。2016年3月28日開始。第1回から第27回までは毎週月曜21時30分から、第28回以降は隔週月曜21時30分からニコニコ生放送にて配信。同年12月19日（第33回）で一旦終了。また、音泉でも同年3月31日より、毎週木曜日にニコニコ生放送の配信分と『Re:ゼロから始める異世界ラジオ裏生活』と題した音泉のみのおまけ放送分がアーカイブ配信された。第21回、第23回、第25回は録音配信であった。2017年2月20日、2018年4月9日にはSP配信された。
劇場上映されるOVA『Re:ゼロから始める異世界生活 Memory Snow』の公開に合わせて、2018年8月18日（第34回）から2020年5月25日（第55回）まで、ニコニコ生放送で毎月1回不定期で復活配信された（後日に音泉でも配信）。
アニメ第2期の放送に合わせて、2020年7月2日（第56回）より、毎週木曜21時30分にニコニコ生放送にて再度毎週更新が行われた。
同年10月15日(第71回)から12月24日(第76回)まで毎月1回不定期配信だったが、後半クールの開始に合わせ、2021年1月7日(第77回)より、2021年3月25日(第88回)まで毎週更新が行われた。
スマートフォンゲーム『Re:ゼロから始める異世界生活 Lost in Memories』の配信に合わせ、第72、74、76回は映像付きのリゼロス出張版として配信された。
2017年3月15日に発表された第3回アニラジアワードにおいて、「BEST FEMALE RADIO 最優秀女性ラジオ賞（新人枠）」を受賞した。

### コーナー
- Re:ゼロから始める資格生活 - 高橋が、番組オリジナルの資格（危険物取扱者、ハーモニカ演奏）を取得するために頑張るコーナー。
- ラジオ的に死に戻るクイズ - 一般常識問題に出演者が挑戦する。不正解になると、出演者がアニメ本編の設定である「死に戻り」状態がラジオ番組内で発動し、正解するまで解除できなくなる。リスナーからは一般常識問題とラジオ内の死に戻りのアイディアを募集する。
- ありがとう!!私を褒めてくれて… - リスナーから募集した、高橋をただただ褒めてばかりのメールを紹介する。
- E・M・T!!エミリアたん・マジ・天使!!! - 作中で表現されている「E（エミリアたん）M（マジ）T（天使）」のように、3文字のアルファベットを用いて当作品のキャラクターを表現していく。
- Re:メール - パーソナリティが作成したメール文に対しての返信メールをリスナーから募集し、選ばれた返信メールにさらにパーソナリティが返信していき、「返信（Re：）メール」をつなげていく。音泉でのアーカイブ専用コーナー。
- 覚えてなかったら氷漬け!Memory Snow! - 過去のラジオ音源からクイズを出題していくコーナー。
- 極秘のデートミッション! - リスナーから理想のデートプランを募集して発表。

### ゲストパーソナリティ
- 第1回、第8回、第11回、第16回、第20回、第26回、第29回、第33回、第34回、第35回、第39回、第42回、第45回、第50回、第51回、第53回、第57回、第61回、第62回、第66回、第69回、第71回、第77回、第78回、第81回、第85回、第88回：小林裕介（ナツキ・スバル 役）
- 第2回、第4回、第22回、第32回、第37回、第40回、第45回、第48回、第49回、第54回、第82回：内山夕実（パック 役）
- 第3回、第15回、第30回、第46回、第76回：赤﨑千夏（フェルト 役）
- 第5回、第9回、第13回、第24回、第43回、第55回、第59回、第68回、第86回：村川梨衣（ラム 役）
- 第6回、第10回、第12回、第17回、第19回、第28回、第41回、第47回、第52回、第58回：水瀬いのり（レム 役）
- 第7回、第38回、第44回、第50回、第56回、第64回、第75回、第87回：新井里美（ベアトリス 役）
- 第14回、第74回：植田佳奈（アナスタシア・ホーシン 役）
- 第18回、第31回、第43回、第53回：松岡禎丞（ペテルギウス・ロマネコンティ 役）
- 第21回：堀江由衣（フェリックス・アーガイル 役）
- 第23回：井口裕香（クルシュ・カルステン 役）
- 第25回：江口拓也（ユリウス・ユークリウス 役）
- 第36回：高野麻里佳（ペトラ 役）
- 第60回、第70回、第80回：天﨑滉平（オットー・スーウェン 役）
- 第61回：nonoc（第2期前半クール エンディングテーマ担当）
- 第63回、第84回：名塚佳織（フレデリカ・バウマン 役）
- 第65回、第79回：岡本信彦（ガーフィール・ティンゼル 役）
- 第66回：鈴木このみ（第2期前半クール オープニングテーマ担当）
- 第67回、第83回：田中あいみ（リューズ・ビルマ 役）
- 第72回：上田麗奈（シオン[注 11] 役）
- 第73回：鳥海浩輔（菜月 賢一 役）

### イベント
MF文庫J 夏の学園祭2016「Re:ゼロから始める異世界ラジオ生活」公開録音スペシャルステージ
- 開催日：2016年7月17日
- 会場：EBiS303
- 出演：高橋李依、水瀬いのり、村川梨衣

〈音泉〉文化祭2016内開催「Re:ゼロから始める異世界ラジオ生活」
- 開催日：2016年11月19日
- 会場：3331 Arts Chiyoda
- 出演：高橋李依、小林裕介

Re:ゼロから始める異世界ラジオ生活〜公開生収録〜
- 開催日：2016年11月26日
- 会場：池袋P'PARCO
- 出演：高橋李依、小林裕介

リゼロス解消トークイベント
- 開催日：2017年2月26日
- 会場：池袋P'PARCO
- 出演：高橋李依、小林裕介
- ラジオCD Vol.4発売を記念したイベント

Re:ゼロから始める異世界ラジオ生活 AnimeJapan 2018スペシャル
- 開催日：2018年3月25日
- 会場：東京ビッグサイト
- 出演：高橋李依、小林裕介
- イベント「AnimeJapan2018」でのスペシャルステージ

『Re:ゼロから始める異世界ラジオ生活』第35回 in京まふ
- 開催日：2018年9月15日
- 会場：みやこめっせ
- 出演：高橋李依、小林裕介
- イベント「京まふ 2018」でのオープンステージ

Re:ゼロから始める異世界ラジオ生活　お正月スペシャル
- 開催日：2021年1月1日
- 出演：高橋李依、坂本真綾
- 配信サイト：YouTube KADOKAWAanimeチャンネル

### 関連商品
| Vol.                                                                        | 発売日                                        | 新規録りおろしゲスト                          | 過去配信回                                    | 規格品番                                      |
| ラジオCD「Re:ゼロから始める異世界ラジオ生活」                               | ラジオCD「Re:ゼロから始める異世界ラジオ生活」 | ラジオCD「Re:ゼロから始める異世界ラジオ生活」 | ラジオCD「Re:ゼロから始める異世界ラジオ生活」 | ラジオCD「Re:ゼロから始める異世界ラジオ生活」 |
| --------------------------------------------------------------------------- | --------------------------------------------- | --------------------------------------------- | --------------------------------------------- | --------------------------------------------- |
| 1                                                                           | 2016年7月27日                                 | 村川梨衣、水瀬いのり                          | 第1回 - 第8回                                 | TBZR-0687/0688                                |
| 2                                                                           | 2016年9月28日                                 | 村川梨衣、水瀬いのり                          | 第9回 - 第16回                                | TBZR-0719/0720                                |
| 3                                                                           | 2016年11月15日                                | 村川梨衣、水瀬いのり                          | 第17回 - 第24回                               | TBZR-0759/0760                                |
| 4                                                                           | 2017年3月29日                                 | 村川梨衣、水瀬いのり                          | 第25回 - 第33回                               | TBZR-0819/0820                                |
| 5                                                                           | 2020年9月30日                                 | 村川梨衣                                      | 第34回 - 第45回                               | TBZR-1178/1179                                |
| 6                                                                           | 2020年9月30日                                 | 小林裕介                                      | 第46回 - 第56回                               | TBZR-1203/1204                                |
| 7                                                                           | 2021年1月27日                                 | 高野麻里佳                                    | 第57回 - 第65回                               | TBZR-1223/1224                                |
| 8                                                                           | 2021年5月26日                                 | 内山夕実                                      | 第66回 - 第74回                               | TBZR-1241/1242                                |
| 9                                                                           | 2021年9月29日                                 | 新井里美                                      | 第75回 - 第83回                               | TBZR-1259/1260                                |
| 10                                                                          | 2022年2月9日                                  | 小林裕介                                      | 第84回 - 第92回                               | TBZR-1261/1262                                |
| DJCD「Re:ゼロから始める異世界ラジオ生活」                                   |                                               |                                               |                                               |                                               |
|                                                                             | 2017年1月25日                                 | 出演：水瀬いのり、高橋李依                    | -                                             | TBCR-0786                                     |
| Re:ゼロから始める異世界生活 レム 1/7スケール 水瀬いのり録りおろしDJCDセット |                                               |                                               |                                               |                                               |
|                                                                             | 2017年12月12日                                | 出演：水瀬いのり                              | -                                             | GOODS-0369                                    |
| 発売日         | グッズ名                                                       |
| -------------- | -------------------------------------------------------------- |
| 2016年4月29日  | Re:ゼロから始める異世界生活 "Re:エリー"のラジオ生活Tシャツ     |
| 2016年11月15日 | Re:ゼロから始める異世界ラジオ生活 パーカー（レムVer、ラムVer） |
| 2016年11月15日 | Re:ゼロから始める異世界ラジオ生活 マグパック（マグカップ）     |
| 2016年11月15日 | Re:ゼロから始める異世界ラジオ生活 ペテルギウストートバッグ     |